# Љевоша
Љевоша (алб. Lëvoshë) је насељено место у општини Пећ, на Косову и Метохији. Према попису становништва из 2011. у насељу је живело 12 становника.

## Положај
Село се налази изнад манастира Пећке патријаршије.

## Историја
По легенди, село је добило име по левању (ливењу) метала за израду оружја српске војске за Косовску битку 1389. године. Од средњег века село је припадало Пећкој патријаршији и његови житељи су били задужени за чување манастирских стада. Усмено народно предање каже да се помужено млеко дрвеним цевима сливало у манастирске одаје и кухиње. У селу постоје остаци неколико сакралних објеката. Црква Св. Николе се налазила у Тавору — малом граду више манастира. У првој половини 17. века ту је боравио Патријарх српски Пајсије I, познати писац хагиографија. На брегу изнад Патријаршије се налазила црква Св. Ђорђа. По једном сачуваном запису, она је обновљена 1411. године. Црква Св. Димитрија је подигнута у 14. веку као једна од помоћних црквица у непосредној близини снажног средњовековног културног и верског центра Пећке патријаршије. Сачувани су остаци њених фресака, са ћирилским словима. Стотинак метара северно од Патријаршије, на брегу Идворац, очувани су остаци манастирске утврђене куле-звонаре. Оградни зидови су се, са источне и западне стране, спуштали низ падине брега до самог манастира, чинећи тако горњи шири одбрамбени део целине манастирског комплекса. Дуж зидова су биле ритмично распоређене стражарнице. У љевоши и њеној непосредној близини сачувани су још остаци цркве Рођења Св. Јована Крститеља, цркве Св. Арханђела, цркве Св. Симеона Мироточивог, као и старог српског гробља. У стенама западно од села налази се једна испосница. Овде су и Рушевине града Ждрелника.

## Становништво
Према попису из 2011. године, Љевоша има следећи етнички састав становништва:
| Националност | 2011.      |
| Срби         | 6 (50,0%)  |
| Албанци      | 4 (33,33%) |
| други        | 2 (16,67%) |
| Укупно       | 12         |

| Демографија | Демографија | Демографија |
| Година      | Становника  | Становника  |
| ----------- | ----------- | ----------- |
| 1948.       | 193         |             |
| 1953.       | 217         |             |
| 1961.       | 244         |             |
| 1971.       | 240         |             |
| 1981.       | 217         |             |
| 1991.       | 192         |             |
| 2011.       | 12          |             |